# Вольная борьба на летней Спартакиаде народов СССР 1971
Соревнования по вольной борьбе на V летней Спартакиаде народов СССР проходили с 21 по 23 июля 1971 года в Москве. Параллельно был проведён 27-й чемпионат СССР по вольной борьбе.

## Медалисты
| Весовая категория            | Золото                              | Серебро                           | Бронза                            |
| ---------------------------- | ----------------------------------- | --------------------------------- | --------------------------------- |
| До 48 кг Наилегчайший вес    | Роман Дмитриев Москва               | Рафик Гаджиев Азербайджанская ССР | Анатолий Харитонюк Украинская ССР |
| До 52 кг Легчайший вес       | Николай Руснак Украинская ССР       | Заур Шекриладзе Грузинская ССР    | Гавриил Дмитриев Москва           |
| До 57 кг Полулёгкий вес      | Тариель Алибегашвили Грузинская ССР | Николай Орёл Молдавская ССР       | Владимир Чертков РСФСР            |
| До 62 кг Лёгкий вес          | Загалав Абдулбеков РСФСР            | Юрий Королёв Белорусская ССР      | Гиви Кварелашвили Грузинская ССР  |
| До 68 кг 1-й полусредний вес | Василий Казахов Москва              | Нодар Хохашвили Грузинская ССР    | Ахсар Гулуев Таджикская ССР       |
| До 74 кг 2-й полусредний вес | Юрий Гусов Украинская ССР           | Руслан Ашуралиев РСФСР            | Роман Марсагишвили Грузинская ССР |
| До 82 кг 1-й средний вес     | Леван Тедиашвили Грузинская ССР     | Юрий Шахмурадов РСФСР             | Василий Сюльжин Белорусская ССР   |
| До 90 кг 2-й средний вес     | Пётр Суриков Казахская ССР          | Геннадий Страхов Москва           | Борис Гуревич Украинская ССР      |
| До 100 кг Полутяжёлый вес    | Шота Ломидзе Грузинская ССР         | Владимир Гулюткин Украинская ССР  | Семён Лисафин Белорусская ССР     |
| Свыше 100 кг Тяжёлый вес     | Александр Медведь Белорусская ССР   | Владимир Паршуков РСФСР           | Евгений Надеждин Москва           |